# Paranthophylax sericeus
Paranthophylax sericeus is een keversoort uit de familie boktorren (Cerambycidae). De wetenschappelijke naam van de soort is voor het eerst geldig gepubliceerd in 1951 door Gressitt.